# Adler IV
Die Adler IV ist ein deutsches Seebäderschiff der Adler-Schiffe GmbH & Co. KG. Aktuell wird das Schiff im nordfriesischen Wattenmeer eingesetzt.

## Geschichte
Nach der Kiellegung im Dezember 1976 und dem Stapellauf am 20. März 1977 wurde das Schiff im März 1977 an Kurt Paulsen (Adler-Schiffe) in Nordstrand abgeliefert. Es wurde zunächst zu Einkaufsfahrten ab Nordstrand eingesetzt und später zu Fahrten ab List, Hörnum und Havneby. Heute verkehrt die Adler IV zwischen Föhr, Amrum, Sylt und den Halligen. 